# Tự nhận thức

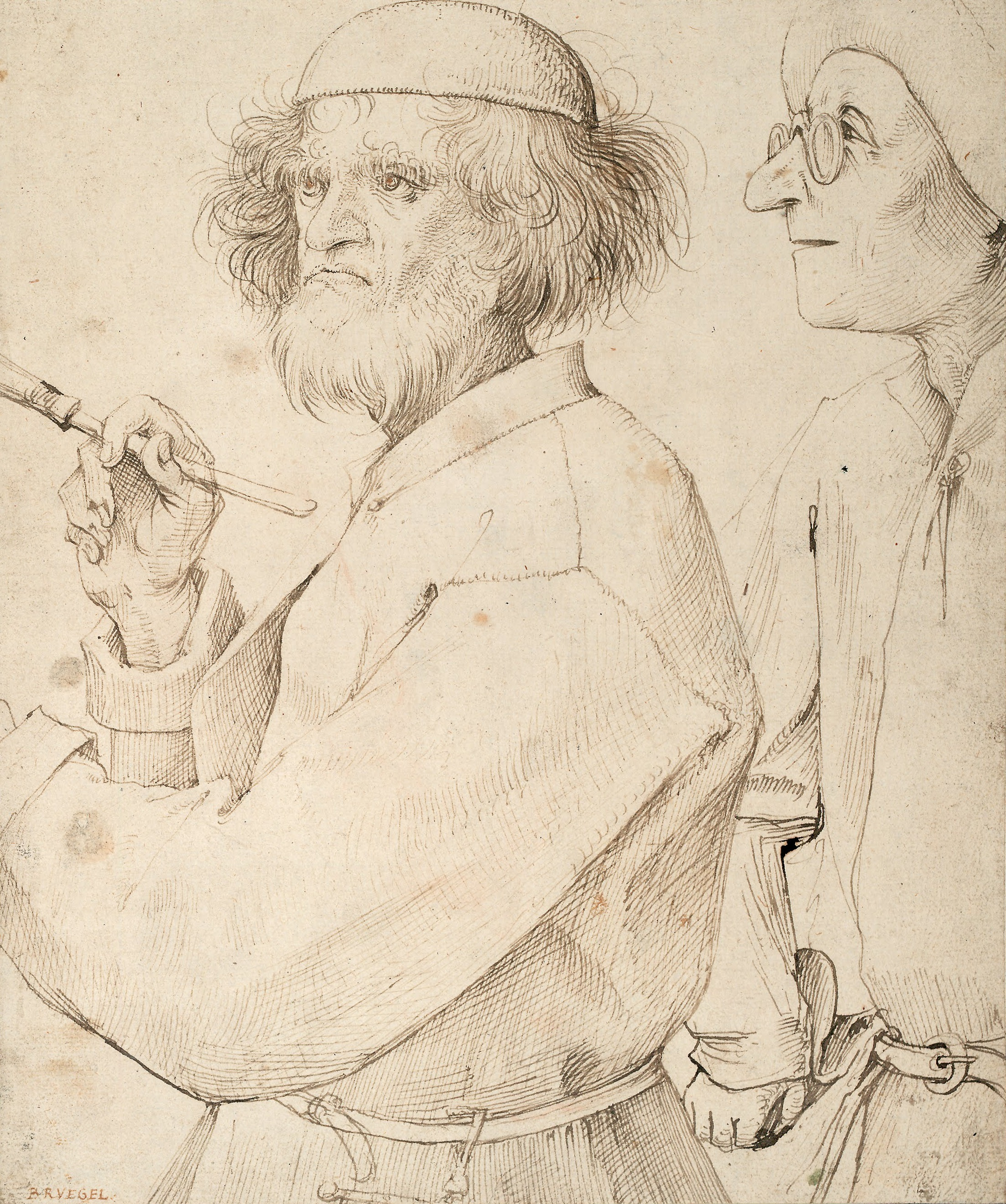
Bức chân dung tự họa The Painter and the Buyer (1565) của họa sĩ Pieter Brueghel the Elder thể hiện sự tự nhận thức của ông

Trong triết học về cái tôi, sự tự nhận thức là cách một người trải nghiệm về nhân cách hoặc những đặc tính cá nhân của riêng họ. Không nên nhầm lẫn tự nhận thức với ý thức theo nghĩa trực quan, vì ý thức là nhận thức về môi trường, thể xác và lối sống của một cá nhân, còn tự nhận thức lại là sự nhìn nhận của bản thân ta đối với loại nhận thức đó. Nói một cách đơn giản thì tự nhận thức chính là cách một cá nhân nhận biết và thấu hiểu tính cách, cảm xúc, động cơ và mong muốn của chính mình một cách có ý thức. Có hai loại tự nhận thức chính: tự nhận thức bên trong và tự nhận thức bên ngoài.